# 가주지 다다코
카쥬지 타다코(일본어: 勧修寺 婧子 かじゅうじ ただこ[*], 안에이 9년 11월 6일 (1780년 12월 1일) - 덴포 14년 3월 21일 (1843년 4월 20일))는 고카쿠 천황의 텐지로, 닌코 천황의 생모이다.

## 생애
아명은 미사오 (操), 다른 이름은 후유코 (冬子)이다. 호칭으로는 신텐지(新典侍), 사이쇼텐지(宰相典侍), 곤츄나곤텐지 (権中納言典侍), 산미노츠보네 (三位局) 등이 있다. 간세이 4년 10월 24일 (1792년), 고카쿠 천황의 후궁에 들어가 텐지가 되었다. 덴포 13년 12월 1일, 종3위에 올랐다.
사후 덴포 15년 2월 13일, 준삼후 여원에 추증되, 원호는 히가시쿄고쿠인(일본어: 東京極院 ひがし きょうごく いん[*])이다.

## 약력
- 안에이 9년 (1780년), 곤다이나곤 카쥬지 츠네하야의 딸로 태어난다. 어머니는 이케다 카즈코 (이케다 나카치카라의 딸) 또는 집안 하인이다.
- 간세이 4년 (1792년), 텐지로 고쇼에 올라가, 고카쿠 천황을 모신다.
- 간세이 12년 (1800년), 황자 출산 (훗날의 닌코 천황)
- 덴포 13년 (1842년), 종3위에 서위
- 덴포 14년 (1843년) 사망. 묘소는 센류지 별원의 운류인 (교토시 히가시야마구)
- 고카 2년 (1845년), 준삼후, 여원 (히가시쿄고쿠인)의 추증